# Et demain ?
Ne doit pas être confondu avec le film de Brahim Babaï Et demain... ?
Pour plus de détails, voir Fiche technique et Distribution.
Et demain ? (Little Man, What Now?) est un film américain réalisé par Frank Borzage en 1934, produit par Universal Pictures.

## Synopsis
Dans une petite ville d'Allemagne des années 1920, pendant la République de Weimar, Hans Pinneberg travaille chez un marchand de blé, Emil Kleinholz. Ce dernier cherche à marier sa fille, Marie, et exige donc que ses employés soient célibataires. Or, Hans est déjà marié avec Emma, qui attend un enfant. Son patron apprenant cela, Hans préfère démissionner. Le couple part alors à Berlin et s'installe provisoirement chez la mère de Hans, Mia Pinneberg. Celle-ci s'est remariée avec Holger Jachman, un demi-mondain un peu escroc. 
Hans trouve du travail dans un grand magasin et bientôt, le couple déménage pour éviter la promiscuité créée par le fait que les époux Jachman dirigent un « club de rencontres ». Au moment où sa femme met au monde un garçon, Hans est licencié pour avoir mécontenté un client. C'est alors qu'un ancien collègue, Heilbutt, lui propose de le seconder dans une affaire qu'il vient de monter.

## Fiche technique
- Titre original : Little Man, What Now ?
- Titre français : Et demain ?
- Réalisation : Frank Borzage
- Scénario : William Anthony McGuire, d'après le roman Et puis après ? (Kleiner Mann, was nun ?) (1932) de Hans Fallada
- Direction artistique : Charles D. Hall
- Photographie : Norbert Brodine
- Son : C. Roy Hunter
- Montage : Milton Carruth
- Direction musicale : Arthur Kay
- Production : Carl Laemmle Jr. et Henry Henigson
- Société de production : Universal Pictures Corporation
- Société de distribution : Universal Pictures Corporation
- Pays de production :  États-Unis
- Langue : anglais
- Format : Noir et blanc — 35 mm — 1,37:1 — Son : Mono (Western Electric Noiseless Recording)
- Genre : Film dramatique
- Durée : 94 minutes
- Date de sortie :
  - États-Unis : 31 mai 1934 (Première à New-York)

## Distribution
- Margaret Sullavan : Emma "Lammchen" Pinneberg
- Douglass Montgomery : Hans Pinneberg
- Alan Hale : Holger Jachman
- Catherine Doucet : Mia Pinneberg
- DeWitt Jennings : Emil Kleinholz
- Bodil Rosing : Frau Kleinholz
- Muriel Kirkland : Marie Kleinholz
- Donald Haines : Emil
- George Meeker : Schultz
- Paul Fix : Lauderback
- Carlos De Valdez : Dr. Sesam
- Hedda Hopper : infirmière
- Fred Kohler : Karl Goebbler
- Sarah Padden : la veuve Scharrenhofer
- Mae Marsh : Frau Goebbler
- Frank Reicher : Lehmann
- Tom Ricketts : Mr. Sesam
- Monroe Owsley : Kessler
- G.P. Huntley : Herr Heilbutt
- Christian Rub : Herr Puttbreese
- Alan Mowbray : Franz Schlüter
- Etienne Girardot : Spannfuss
- Earle Foxe : un Français
- Max Asher : Chauffeur

Acteurs non crédités
- William Augustin
- William Bailey : Agent d'assurances
- Hallam Cooley : petit rôle indéterminé
- George Meeker : Schultz
- Sarah Padden : La veuve Scharrenhofer
- Fritzi Ridgeway

## Critique
« Avec ce film - explique le producteur Carl Laemmle Jr. au générique de début - j'ai voulu rendre service à la société. Cette histoire est celle de tous les hommes, avec leurs problèmes et leurs attentes. Des problèmes que l'homme peut surmonter grâce aux encouragements des femmes. Face au temps et aux aléas de la vie, l'homme est bien petit. Mais aux yeux d'une femme amoureuse, l'homme peut devenir plus grand que le monde entier ». Le film vise donc - au travers des efforts d'un jeune couple pour se sortir de ses difficultés - à redonner le moral à une Amérique qui vient d'être éprouvée par une crise économique sans précédent. L'Allemagne elle-même est alors marquée par une crise, peu avant l'avèment du Nazisme. Frank Borzage exprime sa sensibilité habituelle avec Et demain ? qui alterne des moments chaleureux, voire humoristiques, et d'autres plus poignants. Ce film rare est un quasi-inédit, où l'on retrouve la merveilleuse Margaret Sullavan que Borzage dirigera à nouveau dans Trois Camarades (1938) et La Tempête qui tue (1940).[réf. souhaitée]